# Florjan, Šoštanj
Florjan je naselje v Občini Šoštanj  v Republiki Sloveniji. 
Sredi naselja Florjan najdemo na strmi pečino ostanke gradu Katzenstein, kjer danes stoji cerkev sv. Florijana.